# 生者的紀錄
《生者的纪录》（日语：生きものの记録）乃日本知名導演黑澤明在1955年執導的電影，是一部以对核辐射的恐惧为題材的電影。

## 劇情提要
老人中岛喜一（三船敏郎饰）听到美国与苏联进行氢弹试验，辐射影响到日本的消息，决心举家移民巴西而遭到家人反对。最后纵火烧毁家中工场，被关进精神病院，幻觉自己来到另一个星球，看到地球被烧成灰烬。